# Кабаре Вольтер

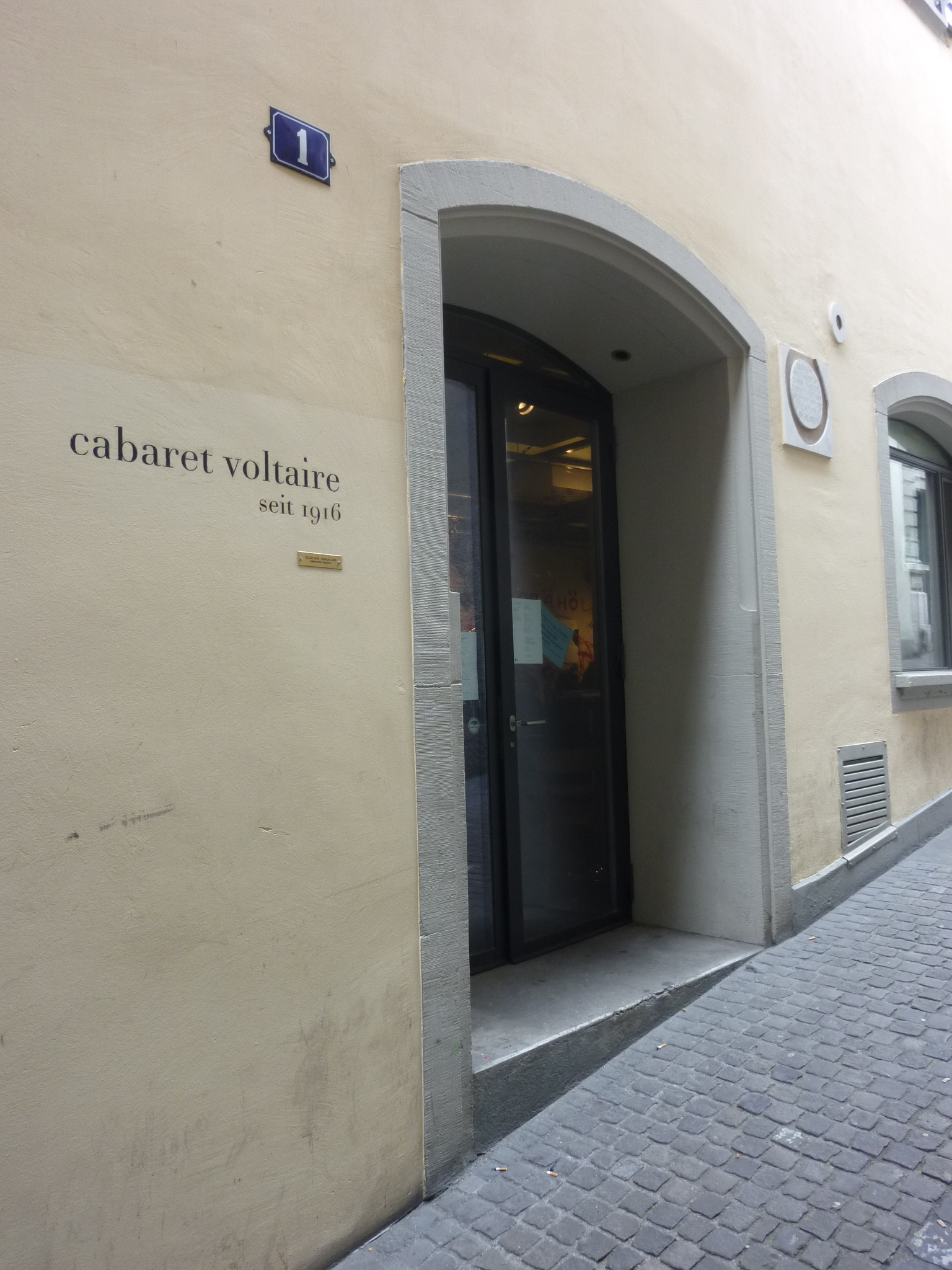
Кабаре Вольтер, Цюрих

Кабаре «Вольтер» — це культурний заклад, заснований у 1916 році в районі Нідердорф у Цюриху. Він вважається місцем зародження дадаїзму і одночасно служив клубом, виставковою залою, пивним баром і сценою.
Під час Першої світової війни молоді емігранти заснували однойменний художній паб, щоб як спільнота художньо втекти від обставин того часу. І сьогодні в центрі уваги залишається спільне міждисциплінарне обговорення та жваве опрацювання спадщини дадаїзму.

## Історія

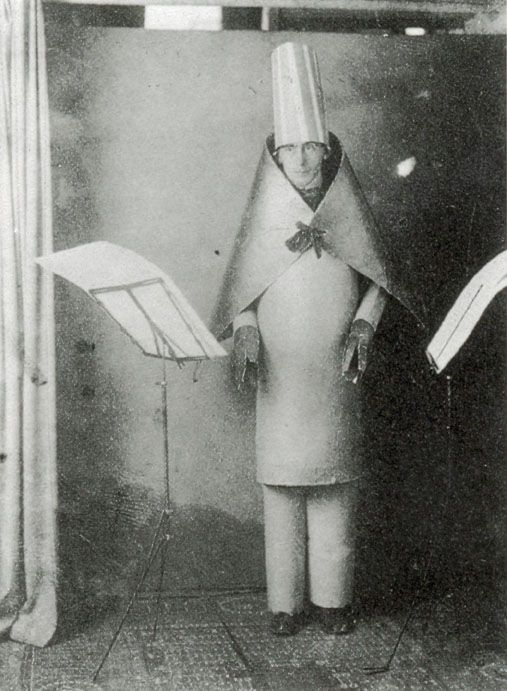
Гуго Бал під час виступу в кабаре «Вольтер», 1916 рік

Марсель Слодкі: плакат від 5 лютого 1916 року

На верхньому поверсі будинку № 1 на вулиці Шпігельгассе, у тому ж будинку, що й ресторан Meierei, 5 лютого 1916 року Гуго Бал та Еммі Хеннінгс відкрили кабаре «Вольтер». Лише за кілька метрів від тодішнього місця проживання Леніна на Шпігельгассе № 14 щовечора відбувалися заходи, на яких під музику виконувались маніфести, звукові вірші, танці та драматичні сцени, серед інших, і за участі таких артистів, як Гуго Бал, Еммі Хеннінгс, Ганс Арп, Ріхард Хюльзенбек, Марсель Янко, Трістан Тцара, Софі Тойбер та Сюзанна Перротте. До ширшого кола також входили Вальтер Сернер та Фрідріх Глаузер. На стінах висіли картини Пікассо, Арпа, Маке, Марінетті, Модільяні та багатьох інших. Спочатку заходи в кабаре «Вольтер» викликали бурхливу критику в газетах і серед населення. У першій розгорнутій програмі Гуго Бал пояснив наміри свого кабаре, «що він заперечує проти того, щоб його зараховували до частини німецького менталітету».
|                                                                        | Наше кабаре – це жест. Кожне слово, яке тут промовляється і співається, говорить, принаймні, про одне: цей принизливий час не зміг змусити нас втратити повагу. |
| — Еммі Хеннігс-Бал у біографії свого чоловіка «Шлях Гуго Бала до Бога» | |

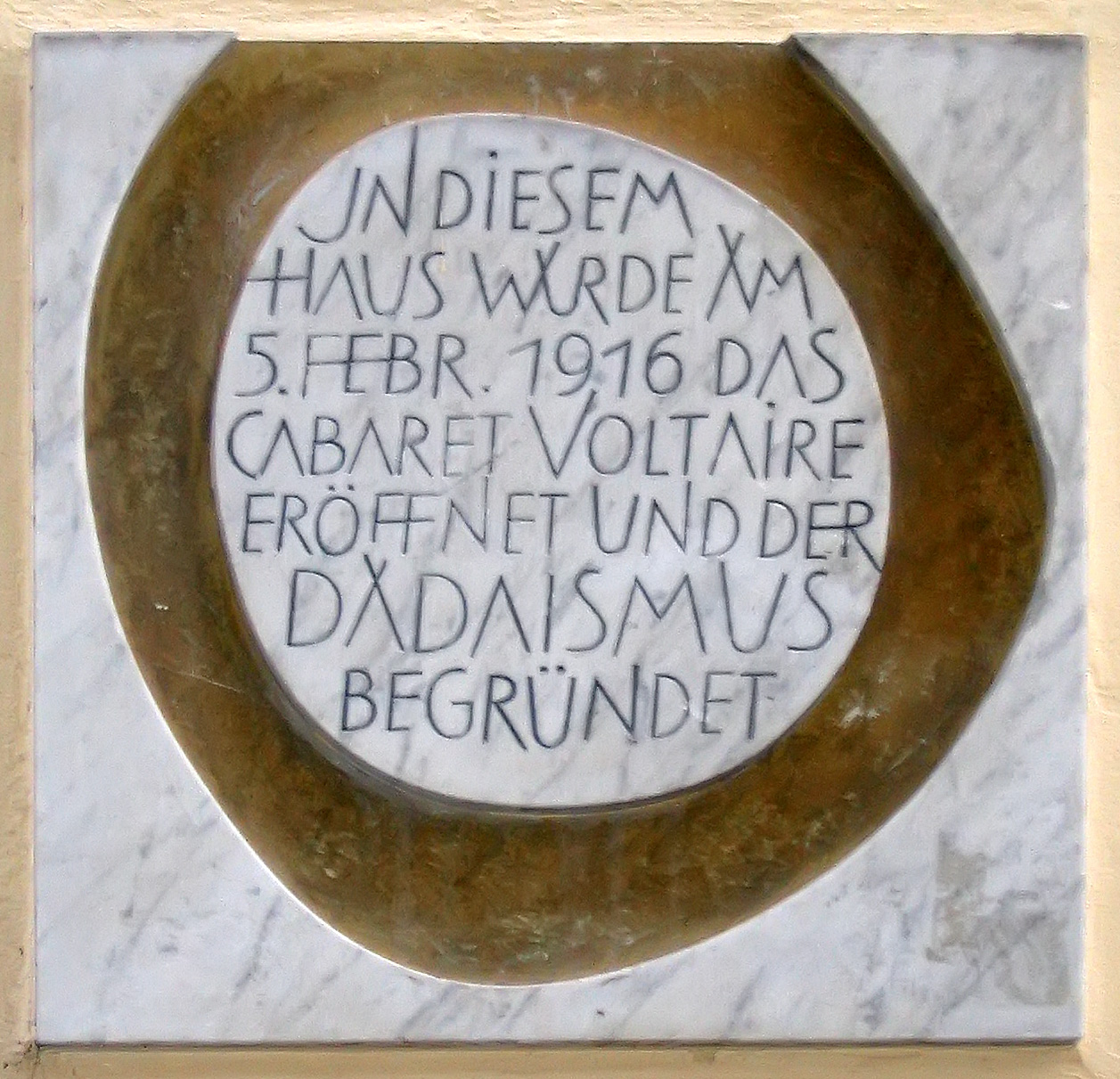
Табличка на стіні будинку кабаре «Вольтер»

У той час у Цюриху зібралося багато емігрантів, які хотіли або мусили втекти зі своїх країн, охоплених війною. Пізніше Гуго Бал сказав, що його ідея при заснуванні клубу полягала в тому, що багато молодих людей там хотіли не тільки жити у свободі та незалежності, а й гучно заявляти про це.
Цюрих вважається місцем заснування дадаїзму, але вже влітку 1916 року засновники роз'їхалися і заснували нові дадаїстські групи, які підтримували між собою зв'язки. Окрім таких мегаполісів, як Париж, Берлін, Нью-Йорк, важливі дадаїсти були також у Кельні, Ганновері та Женеві. Частково все більш провокаційні акції дадаїстів втратили свою актуальність. Кабаре «Вольтер» було закрито вже в липні 1916 року. У січні 1917 року відбулася перша дадаїстська виставка в галереї Коррей на площі Парадеплац у Цюриху. Трохи пізніше дадаїсти отримали галерею від Хана Корая і продовжили її діяльність під назвою галерея DADA. 1922 рік загалом вважається кінцем дадаїстського руху. Деякі дадаїсти після цього приєдналися до сюрреалістів.

## Новий початок 21 століття
Коли у 2002 році будівля колишнього кабаре «Вольтер» перебувала під загрозою перетворення на аптеку та кондомініум, її зайняли художники, такі як Ян Тейлер, Марк Діво, Мікрі 3, Ленні Лі та Ден Джонс із кола художньої групи «Кроесус» (також Фонд «Кроесус»). Ці художники намагалися відродити дадаїстський рух як неодадаїзм, організовували виставки, концерти, відкриті сцени, дадаїстські ярмарки з пастором Леумундом, читання, семінари, вечірки та дадаїстські фестивалі. Завдяки окупації будівля та її мистецтвознавчий контекст вперше потрапили в поле зору мешканців Цюриха. Окупантів вигнали, будинок було звільнено і передано в користування як культурну установу, що регулярно функціонує під егідою міста Цюрих.
З 2004 року існує інституційна форма кабаре «Вольтер», з якою вільно асоціюються деякі постдадаїсти, такі як Джонатан Міз. Нове кабаре «Вольтер» виникло завдяки зусиллям друзів дадаїзму. З літа 2004 року Філіп Майєр був призначений директором, а Адріан Нотц — співдиректором. Таким чином, Шпігельгассе 1 увійшла у фазу професіоналізації. До кінця 2013 року Філіп Майєр очолював відділ «ПостДАДА», а Адріан Нотц розвивав «ДАДАлогію». З 2012 по 2019 рік Адріан Нотц був єдиним директором. З 2020 року директором стає Саломе Холь. Сьогодні у вестибюлі розташовані «Паб художників» та «CV Books»; у склепінчастому підвалі — виставкова зала для тимчасових виставок та вітрина дадаїзму. На верхньому поверсі — зал для проведення заходів в історичній задній кімнаті з баром — колишній «Мейєрей», а також бібліотека дадаїзму.

## Фінансування
Асоціація-організатор фінансує діяльність закладу частково з державних, а частково з приватних джерел. Місто Цюрих бере на себе витрати на оренду. У 2008 році Швейцарська народна партія (SVP) ініціювала референдум проти подальшої участі міста Цюрих у фінансуванні діяльності кабаре «Вольтер». Однак референдумний комітет «Цюрих не божевільний: ніяких податкових грошей для дадаїзму!» зазнав явної поразки. Під час голосування переконлива більшість виборців висловилася за продовження участі, тим самим гарантуючи подальше існування кабаре «Вольтер».

## Вебпосилання
- Офіційна домашня сторінка кабаре Вольтер
- Кабаре Вольтер у дадаїстському словнику (англійською)
- Від дадаїзму Цюриха до ситуаційістів